# Lounge-Musik
Als Lounge-Musik oder kurz Lounge werden verschiedene musikalische Stilarten bezeichnet, die für die Hintergrundbeschallung in Bars und Lounges geeignet sind und meist einen entspannenden Charakter haben.

## Lounge als Sammelbezeichnung
Lounge-Musik ist keine Genrebezeichnung, sondern eine immer wieder von der Musikindustrie verwendete Sammelbezeichnung verschiedener Stile. Lounge-Musik beinhaltet sowohl elektronische als auch akustische Musikstile. Die Bandbreite reicht von elektronischen Varianten (von Ambient und Trip-Hop, über ruhigere Spielformen des House sowie Mischformen wie Acid Jazz, Nu Jazz, New Age und den neueren Electrotango) bis zu älteren Stilen wie Smooth Jazz und Easy Listening. In neueren, der Lounge-Musik zugeordneten Genres findet man viele Elemente traditioneller regionaler Musikstile, beispielsweise Rhythmen oder typische Vocals aus der lateinamerikanischen und afrikanischen Musik.

## Lounge-Welle der frühen 2000er
Heute verbindet man den Begriff vor allem mit der letzten Lounge-Welle, die von der Musikindustrie in den frühen 2000er Jahren ausgelöst wurde. Langsamere elektronische Stilarten waren zu dieser Zeit relativ populär geworden, so dass es sich für Plattenfirmen als lukrativ erweisen sollte, eine Vielzahl an Compilations unter dieser Bezeichnung oder Einordnung auf den Markt zu bringen.